# Минде, Кристина
Кристина Минде (норв. Kristine Minde, урождённая Вигдаль Хегланн (норв. Wigdahl Hegland); род. 8 августа 1992, Берген), — норвежская футболистка, выступающая за немецкий клуб «Вольфсбург» в Женской Бундеслиге и за женскую сборную Норвегии. Ранее она играла за команду «Арна-Бьёрнар» в своей родной Норвегии. Минде выступала за национальную сборную с 2011 года и принимала участие в чемпионатах мира 2011 и 2015 годов, а также в чемпионате Европы 2013 года. В ноябре 2013 года она вышла замуж и взяла фамилию своего мужа, став Кристиной Минде.

## Клубная карьера
Родившаяся в Бергене Минде начала играть в клубе «Арна-Бьёрнар» в возрасте 14 лет и стала одной из самых заметных её футболисток. После выступления за сборную Норвегии на женском чемпионате Европы 2013 года к ней стали проявлять интерес клубы из Швеции и Германии. Минде перешла в шведский «Линчёпинг» в преддверии сезона 2014 года в Дамаллсвенскане. «Арна-Бьёрнар» не раскрыл размер платы за этот переход, но объявил о том, что дополнительный доход клубу будет очень кстати.

## Карьера в сборной
Выступая на молодёжном уровне Минде была капитаном сборной Норвегии до 19 лет и играла в 2008 году на чемпионате мира среди девушек до 20 лет.
Кристина Минде стала последней футболисткой, включённой в состав главной сборной Норвегии на чемпионат мира 2011 года, после того как Лиза-Мари Вудс была исключена из него из-за травмы бедра. Минде дебютировала на турнире в последнем матче Норвегии в группе, выйдя на замену после перерыва в поединке против Австралии, проигранными норвежкам со счётом 1:2.
Главный тренер сборной Норвегии Эвен Пеллеруд вызвал Минде для участия в чемпионате Европы 2013 года в Швеции. В первом матче норвежек на этом турнире Минде вывела свою команду вперёд в счёте, забив в ворота Исландии на 26-й минуте, те же сравняли его лишь в концовке поединка, реализовав пенальти. Минде провела все 120 минут победного полуфинала с Данией и 90 минут финала против Германии, в котором норвежки уступили и стали серебряными призёрами первенства.
Кристина Минде провела свой сотый матч за сборную Норвегии 17 июня 2019 года, проходивший в рамках чемпионата мира 2019 года.

## Достижения
Линчёпинг
- Чемпионка Швеции (2): 2016, 2017
- Обладательница Кубка Швеции (1): 2014/15

## Статистика
| Клуб             | Сезон            | Дивизион         | Лига | Лига | Кубок | Кубок | Еврокубки | Еврокубки | Всего | Всего |
| Клуб             | Сезон            | Дивизион         | М    | Г    | М     | Г     | М         | Г         | М     | Г     |
| ---------------- | ---------------- | ---------------- | ---- | ---- | ----- | ----- | --------- | --------- | ----- | ----- |
| Арна-Бьёрнар     | 2008             | Топпсериен       | 21   | 2    | 0     | 0     | -         | -         | 21    | 2     |
| Арна-Бьёрнар     | 2009             | Топпсериен       | 14   | 6    | 0     | 0     | -         | -         | 14    | 6     |
| Арна-Бьёрнар     | 2010             | Топпсериен       | 22   | 3    | 0     | 0     | -         | -         | 22    | 3     |
| Арна-Бьёрнар     | 2011             | Топпсериен       | 21   | 6    | 1     | 0     | -         | -         | 22    | 6     |
| Арна-Бьёрнар     | 2012             | Топпсериен       | 21   | 5    | 4     | 0     | -         | -         | 25    | 5     |
| Арна-Бьёрнар     | 2013             | Топпсериен       | 22   | 5    | 3     | 2     | -         | -         | 25    | 7     |
| Арна-Бьёрнар     | Всего            | Всего            | 121  | 27   | 8     | 2     | -         | -         | 129   | 29    |
| Линчёпинг        | 2014             | Дамаллсвенскан   | 21   | 5    | 4     | 2     | 4         | 1         | 29    | 8     |
| Линчёпинг        | 2015             | Дамаллсвенскан   | 21   | 4    | 5     | 1     | 2         | 0         | 28    | 5     |
| Линчёпинг        | 2016             | Дамаллсвенскан   | 22   | 11   | 5     | 0     | -         | -         | 27    | 11    |
| Линчёпинг        | 2017             | Дамаллсвенскан   | 18   | 7    | 4     | 2     | -         | -         | 22    | 9     |
| Линчёпинг        | Всего            | Всего            | 82   | 27   | 18    | 5     | 6         | 1         | 106   | 33    |
| Вольфсбург       | 2017/18          | Бундеслига       | 5    | 0    | 2     | 0     | -         | -         | 7     | 0     |
| Вольфсбург       | 2018/19          | Бундеслига       | 11   | 6    | 2     | 0     | 4         | 1         | 17    | 7     |
| Вольфсбург       | 2019/20          | Бундеслига       | 1    | 0    | 1     | 0     | 2         | 1         | 4     | 1     |
| Вольфсбург       | Всего            | Всего            | 17   | 6    | 5     | 0     | 6         | 2         | 28    | 8     |
| Всего за карьеру | Всего за карьеру | Всего за карьеру | 220  | 60   | 31    | 7     | 12        | 3         | 263   | 70    |